# Беллвью (Айдахо)
Беллвью (англ. Bellevue) — місто в окрузі Блейн, штат Айдахо, США. Згідно з переписом 2010 року населення становило 2287 осіб, що на 411 осіб більше, ніж 2000 року.
Лежить у долині річки Вуд приблизно за 29 км від курортної місцевості Кетчум і Сан-Валлі. За кілька кілометрів на північ від міста розташовані місто Гейлі та аеропорт Фрідман-Меморіал. Річка Біг-Вуд протікає поблизу центру міста.
Історичний район Беллвью і Будинок Генрі Міллера обидва належать до Національного реєстру історичних місць.

## Географія
Беллвью розташований за координатами 43°28′10″ пн. ш. 114°15′16″ зх. д. / 43.46944° пн. ш. 114.25444° зх. д. (43.469351, -114.254575).  За даними Бюро перепису населення США в 2010 році місто мало площу 3,90 км², з яких 3,80 км² — суходіл та 0,10 км² — водойми.

## Демографія

### Перепис 2010 року
Згідно з переписом 2010 року, у місті проживало 2 287 осіб у 849 домогосподарствах у складі 571 родин. Густота населення становила 600,7 особи/км². Було 926 помешкання, середня густота яких становила 243,2/км². Расовий склад міста: 80,4 % білих, 0,3 % афроамериканців, 0,4 % індіанців, 0,4 % азіатів, 16,6 % інших рас, а також 1,9 % людей, які зараховують себе до двох або більше рас. Іспанці та латиноамериканці незалежно від раси становили 28,8 % населення.
Із 849 домогосподарств 40,4 % мали дітей віком до 18 років, які жили з батьками; 52,4 % були подружжями, які жили разом; 8,5 % мали господиню без чоловіка; 6,4 % мали господаря без дружини і 32,7 % не були родинами. 24,4 % домогосподарств складалися з однієї особи, у тому числі 5,3 % віком 65 і більше років. У середньому на домогосподарство припадало 2,69 мешканця, а середній розмір родини становив 3,27 особи.
Середній вік жителів міста становив 35 років. Із них 29,1 % були віком до 18 років; 6,6 % — від 18 до 24; 30,8 % від 25 до 44; 27,5 % від 45 до 64 і 6 % — 65 років або старші. Статевий склад населення: 50,4 % — чоловіки і 49,6 % — жінки.
Середній дохід на одне домашнє господарство  становив 61 048 доларів США (медіана — 45 843), а середній дохід на одну сім'ю — 70 506 доларів (медіана — 59 028). За межею бідності перебувало 11,3 % осіб, у тому числі 12,5 % дітей у віці до 18 років та 10,9 % осіб у віці 65 років та старших.
Цивільне працевлаштоване населення становило 1296 осіб. Основні галузі зайнятості: науковці, спеціалісти, менеджери — 17,6 %, мистецтво, розваги та відпочинок — 16,3 %, освіта, охорона здоров'я та соціальна допомога — 16,0 %.

### Перепис 2000 року
Згідно з переписом 2000 року, у місті проживало 1 876 осіб у 679 домогосподарствах у складі 486 родин. Густота населення становила 608,7 особи/км². Було 724 помешкання, середня густота яких становила 234,9/км². Расовий склад міста: 86,57 % білих, 0,05 % афроамериканців, 0,11 % індіанців, 0,96 % азіатів, 0,05 % тихоокеанських остров'ян, 11,14 % інших рас і 1,12 % людей, які зараховують себе до двох або більше рас. Іспанці та латиноамериканці незалежно від раси становили 19,35 % населення.
Із 679 домогосподарств 38,0 % мали дітей віком до 18 років, які жили з батьками; 55,2 % були подружжями, які жили разом; 9,4 % мали господиню без чоловіка, і 28,4 % не були родинами. 19,6 % домогосподарств складалися з однієї особи, у тому числі 4,6 % віком 65 і більше років. У середньому на домогосподарство припадало 2,75 мешканця, а середній розмір родини становив 3,12 особи.
Віковий склад населення: 27,6 % віком до 18 років, 9,8 % від 18 до 24, 35,4 % від 25 до 44, 21,3 % від 45 до 64 і 6,0 % років і старші. Середній вік жителів — 33 роки. Статевий склад населення: 52,7 % — чоловіки і 47,3 % — жінки.
Середній дохід домогосподарств у місті становив US$45 438, родин — $49 276. Середній дохід чоловіків становив $33 056 проти $24 583 у жінок. Дохід на душу населення в місті був $19 094. Приблизно 6,7 % родин і 7,8 % населення перебували за межею бідності, включаючи 9,2 % віком до 18 років і 8,1 % від 65 і старших.